# Потоотделение
Потоотделе́ние — выделение пота потовыми железами млекопитающих. Потовые железы — кожные железы млекопитающих, выделяющие пот. Относятся к железам наружной секреции. Имеют простую неразветвлённую трубчатую форму.

## Регуляция потоотделения
Основную роль в регуляции потоотделения играет симпатический отдел вегетативной нервной системы. Симпатические постганглионарные нейроны, иннервирующие потовые железы, холинергические (в отличие от большинства постганглионарных симпатических нейронов, выделяющих в качестве основного нейромедиатора норадреналин).
Значительная потеря жидкости с потом уменьшает объём плазмы и циркулирующей крови, что снижает величины конечного диастолического объёма желудочков и систолического объёма сердца, уменьшает кровоток в коже и, следовательно, потоотделение. Минутный объём не уменьшается из-за нарастающей частоты сердечных сокращений. В результате снижения эффективности механизмов, обеспечивающих выделение тепла из организма, увеличивается температура «ядра» тела. Таким образом, обезвоживание организма уменьшает возможность систем кровообращения и терморегуляции компенсировать тепловой стресс при физической нагрузке.